# Ново-Ивановское (Неклюдовское сельское поселение)
Ново-Ивановское — деревня в Кимрском районе Тверской области. Входит в состав Неклюдовского сельского поселения.

## География
Находится в юго-восточной части Тверской области на расстоянии приблизительно 28 км на север по прямой от районного центра города Кимры на левом берегу речки Большая Пудица.

## История
Известна была с 1780-х годов как сельцо из 18 дворов, владение помещиков Зиновьевых. В 1806 году здесь 8 дворов. В 1859 году здесь (сельцо Корчевского уезда Тверской губернии) был учтен 1 двор, в 1887 — 7.

## Население
Численность населения: 63 человека (1780-е годы), 81 (1806 год), 3 (1859), 35 (1887), 74 (русские 92 %) 2002 году, 104 в 2010.